# Macèl·lum de Pozzuoli
El macèl·lum de Pozzuoli és un punt arqueològic situat a la ciutat del mateix nom, a la província de Nàpols. Pel doble interès que genera, científic i arqueològic, és un dels punts més importants del món antic. L'edifici, que data de Flavià, ha estat durant molt de temps impròpiament anomenat Temple de Serapis, pel descobriment d'una estàtua del déu egipci el 1750, en el moment de les primeres excavacions. Estudis posteriors han trobat en canvi, que és el lloc on se situava l'antic macèl·lum, és a dir, el mercat públic de la colònia romana de Puteoli, actual Pozzuoli. És, pel que fa a la mida, el tercer monument romà més important d'aquest tipus, després dels de Roma i Càpua.